# Schule von Isfahan
Schule von Isfahan (persisch مکتب فلسفی اصفهان maktab-e falsafi-e Eṣfahān) ist ein von Henry Corbin und Hossein Nasr geprägter Sammelbegriff für eine Reihe zwölferschiitischer Denker des ausgehenden 16. und 17. Jahrhunderts, die sich um eine Synthese der unterschiedlichen Strömungen bemühten. Die Isfahaner Schule – nach dem persischen Ort Isfahan (Esfahan), der Hauptstadt der Safawiden, benannt – war von großem Einfluss auf Kunst und Philosophie im Iran.

## Geschichte
Als geistiger Gründer und zentrale Figur der Schule gilt Mir Damad (persisch: میرداماد; † 1632). Ihm ist es „unter anderem zu verdanken, dass die theologische Hochschule in Isfahan zum Zentrum der rationalen islamischen Wissenschaften wurde“.
Wichtige Vertreter der Isfahaner Schule waren:
- Mir Damad († 1632)
- Mulla Sadra (1571–1640)
- Bahauddin Amili (1546–1622)
- Mir Findiriski (1560–1640)
- Muhsin Faiz Kaschani (1598/9–1680)
- Abdurrazzaq Lahidschi († 1661)
- Qadi Sa'id Qummi (1639–1691)

## Zitat
„Die Gründer der Isfahaner Schule sind Mir Damad und seine Zeitgenossen, darunter Mir Fenderesky und Scheich Baha'i. Ihre Schüler Mulla Sadra, Rajab Ali Tabrizi, Mir Sayyed Ahmad Alavi, Hossein Khansari, Fayyaz Lahidji und Mirza Rafi'e Nayini können als die zweite Generation betrachtet werden. Die zweite Gruppe wiederum hatte ihre eigenen Schüler, die die dritte Generation darstellen, darunter Fayz Kashani, Jamal Khansari, Ghazi Sa'id Qomi, Ismail Khatounababi, Mohammad Sadeq Ardestani, Mulla Hassan Anbani und Fazel Hindi. Die Isfahaner Schule überdauerte sogar den afghanischen Angriff auf Isfahan. Die Wiederbelebung durch Khajou'i, Bidabadi und Akhound Nouri beschränkte sich nicht nur auf Isfahan, sondern begann auch Anhänger in anderen Städten zu finden, wie Qazvin, Täbris, Maschhad, Nadschaf, Ghom und Teheran.“